# Cantharis (Cyrtomoptila) sucinokotejai
Cantharis (Cyrtomoptila) sucinokotejai es una especie extinta de coleóptero de la familia Cantharidae, descrita científicamente por Antoni Kuśka en 1994, a partir de una incrustación en una pieza de ámbar báltico.

## Taxonomía
Originalmente se la clasificó en el género monotípico Absidiella, pero en 2013 Serguei Kazantsev la asoció a Cantharis, bajo el subgénero Cyrtomoptila.